# La escalinata
La escalinata una película dramática en blanco y negro del director venezolano César Enríquez, estrenada en 1950. La película se considera la obra maestra de Enríquez y una de las grandes cintas de cine venezolano producido en los años 50. Se considera uno de los primeros filmes neorrealistas de Venezuela y América Latina.
En 2016 la película fue votada como una de las mejores 50 películas del cine venezolano en una encuesta hecha por la Cinemateca Nacional. También forma parte de una de las 15 películas consideradas patrimonio cinematográfico de Venezuela por la UNESCO, e incluida en el Programa Memoria del Mundo.

## Sinopsis
Pablo, joven de origen humilde que ha logrado salir de la pobreza, regresa al barrio de su infancia, en busca de Juanito, sin poder encontrarlo. Su hermana Delia le cuenta que Juanito ha perdido su empleo como obrero de la construcción y que ahora se dedica a delinquir.

## Reparto
- Óscar Jaimes
- Rubén Saavedra
- María Luisa Sandoval
- Violeta González

## Producción
La escalinata fue pionera en el cine latinoamericano por su cantidad de escenas en exterior.
Pablo Gamba afirma que "tanto La escalinata, como Reverón y Araya (de Margot Benacerraf) fueron posibles debido a una institución que desempeñó un papel fundamental para el cine venezolano: la Unidad Fílmica de la Shell. John Grierson estuvo entre los que iniciaron el trabajo en el cine de la petrolera anglo-holandesa, que envió a Venezuela a uno de los documentalistas más importantes del cine holandés: Bert Haanstra. […] La Shell hizo películas institucionales en el país, entre las que se destaca Llano adentro (1958), dirigida por el escritor, cineasta y pacifista italiano emigrado a Venezuela, Elia Marcelli. Es un clásico del documental venezolano, con el que dialoga, además, otro de los más importantes: El domador (1978), de Joaquín Cortés. […] Además, la petrolera puso sus técnicos a disposición de los venezolanos que aspiraban a hacer cine de autor, e incluso sus equipos. Es el caso de Giuseppe Nisoli, que estuvo a cargo de la fotografía de Araya. Boris Doroslovacki, quien estableció un laboratorio con la ayuda de la Shell para procesar las películas de la compañía, fue el cinematógrafo de La escalinata y de Reverón”.
Como carecía de presupuesto, Enríquez reclutó sus actores y buena parte de su equipo en el Taller Libre de Arte.

## Restauración
El 28 de enero de 1994 fue estrenada, en la Sala Ríos Reyna del Teatro Teresa Carreño, una versión restaurada en el laboratorio de la Cinemateca Nacional. La escalinata es quizá la última película filmada en el país sobre soporte inflamable de nitrato de celulosa.Para el momento de la restauración "el 70% de los originales de sonido estaban irremediablemente perdidos por descomposición química, [...] la imagen se encontraba desvanecida y [...] la emulsión comenzaba a separarse del soporte". Gracias a un delicado, complejo y costoso trabajo, pudo producirse una duplicación de negativo.
En el reestreno estuvieron presentes el director, César Enríquez y la primera actriz María Luisa Sandoval.

## Legado
Para Milagros Socorro "La escalinata y fue, de hecho, la primera película venezolana concebida y realizada en la estela del neorrealismo italiano (forma de narrar en el cine de manera auténtica, es decir, con historias de fuerte contenido social, con actores no profesionales y fuera de los estudios)."
El historiador brasileño Paulo Antônio de Paranaguá considera por su parte que "fue probablemente […] donde el neorrealismo surgió como alternativa de expresión y producción por primera vez en América Latina. Luis Buñuel realizaba entonces Los olvidados (México, 1950) con presupuestos ideológicos y dramáticos muy distintos y en un contexto productivo radicalmente diferente”.